# LFO (zespół muzyczny)
LFO – angielska grupa muzyczna wykonująca muzykę elektroniczną.
Zespół założyli w 1987 r. muzycy Mark Bell, Gez Varley oraz Martin Williams, przy czym ten ostatni współpracował jedynie przy produkcji albumu Frequencies. Nazwa grupy pochodzi od skrótu LFO, który oznacza Low Frequency Oscillator. W okresie między latami 1997 a 2002 LFO zawiesiło działalność, by wznowić ją w 2003 r.
Grupa od początku swej działalności zajmował się muzyką elektroniczną, eksperymentalną oraz techno. Od dawna związana jest również z niezależną wytwórnią Warp Records. Zespół rozwiązał się samoistnie po śmierci jedynego członka grupy, Marka Bella

## Dyskografia

### Albumy
- 1991 – Frequencies
- 1996 – Advance
- 2003 – Sheath

### Minialbumy
- 1992 – What Is House EP
- 2005 – 4 Track EP

### Single
- 1990 – LFO
- 1990 – We Are Back
- 1991 – Love Is the Message
- 1994 – Tied Up
- 2003 – Freak
- 2004 – Me & Giuliani Down by the School Yard